# Spadek (film 2024)
Spadek – polska czarna komedia z 2024 roku w reżyserii Sylwestra Jakimowa.

## Produkcja
Film został wyprodukowany przez Orphan Studio. Zdjęcia realizowano w Łodzi (Pałac Izraela Poznańskiego, pałac Scheiblera – Muzeum Kinematografii) oraz w Bieszczadach. Premiera odbyła się 19 września 2024 na platformie Netflix.

## Fabuła
Władysław Fortuna (Jan Peszek) – ekscentryczny wynalazca, prowadzący teleturniej i właściciel fortuny, umiera. Jego rodzina gromadzi się licząc na odziedziczenie fortuny, jednakże zmarły krewny przygotował dla potencjalnych spadkobierców grę polegającą na serii zadań i łamigłówek, wymagającą współpracy członków rodziny. Narratorem filmu jest Dawid Kłos (Maciej Stuhr).
Produkcja była inspirowana filmem Na noże.

## Obsada aktorska
- Maciej Stuhr – Dawid Kłos
- Gabriela Muskała – Zofia Kłos, żona Dawida
- Franciszek Słomiński – Henryk Kłos, syn Zofii i Dawida
- Józefina Karnkowska – Józefina Kłos, córka Zofii i Dawida
- Joanna Trzepiecińska – Natalia, kuzynka Dawida
- Piotr Pacek – Gustaw – Romeo, partner Natalii
- Mateusz Król – Karol, kuzyn Dawida
- Piotr Polak – Karol, narzeczony Karola
- Jan Peszek – wuj Władysław Fortuna
- Adam Ferency – lokaj Władysława
- Piotr Żurawski – policjant
- Albert Osik – policjant
- Mikołaj Chroboczek – kasjer na stacji benzynowej
- Rafał Zawierucha – policjant Trzeciak
- Jolanta Banak – Katarzyna, babcia Gustawa
- Łukasz Sychowicz – ksiądz[1]